# Kering Eyewear
Kering Eyewear est une filiale du groupe Kering. Elle est fondée en 2014  et installée en Italie. Kering Eyewear conçoit et fait fabriquer des lunettes pour diverses marques de luxe. 
En 2022, l'entreprise devient numéro deux mondial du secteur en chiffre d'affaires après EssilorLuxotica.

## Historique
En 2014, le groupe de luxe Kering lance Kering Eyewear, une filiale pour la lunetterie pour maitriser sa création, jusque-là effectuée en licence, à des fabricants extérieurs,. Kering Eyewear gère alors des lunettes — conception, développement, distribution — pour une quinzaine de marques de luxe, dont celles du groupe français,. Elle est installée à Padoue et dirigée par Roberto Vedovotto, anciennement chez Safilo qui fabriquait pour Kering,. La rupture du contrat avec Safilo coûte environ 90 millions d'euros à Kering. Roberto Vedovotto est également actionnaire de Kering Eyewear,. 
Pour Kering, la lunetterie complète ou remplace le rôle initialement inféodé au parfum : proposer un produit de marque, abordable en termes de prix, puis « fidéliser ces nouveaux adeptes à mesure de l'augmentation de leur pouvoir d'achat. » Le tout avec un avantage majeur : au contraire des fragrances, les lunettes sont visibles, ce qui facilite la communication.
Kering Eyewear enregistre un chiffre d'affaires de près de 500 millions d'euros (+45 % sur l'année précédente) en 2018, puis 600 millions l'année suivante ; le milliard est dépassé en 2022,. Environ 70 % des ventes se font sur les lunettes de soleil, le reste sur la vue. Richemont détient 30 % de Kering Eyewear depuis mars 2017, ce qui permet à Kering Eyewear d'accéder à d'autres marques de luxe telle Cartier, Montblanc ou Alaïa. En parallèle, l'autre groupe de luxe concurrent LVMH crée en 2017, pour la lunetterie, sa filiale Thélios, d'abord avec le fabricant italien Marcolin (it).
Kering Eyewear signe un partenariat avec JD.com afin de percer le marché asiatique. En 2021, Kering Eyewear inaugure son propre concept store. L'entreprise reprend en septembre le fabricant danois haut de gamme de montures en titane Lindberg. En mars 2022, Kering reprend la marque hawaïenne Maui Jim, pour un montant estimé de 1,5 milliard d'euros soit plus de quatre fois son chiffre d'affaires. Dépassant alors Safilo, ces deux derniers achats, complémentaires de l'offre existante de Kering Eyewear, font de celui-ci le numéro 2 du secteur après EssilorLuxottica.
En 2023, Kering Eyewear annonce avoir signé un accord en vue de l'acquisition du français UNT, Usinage & Nouvelles Technologies, fabricant de composants mécaniques en métal.